# Antonín Strnad

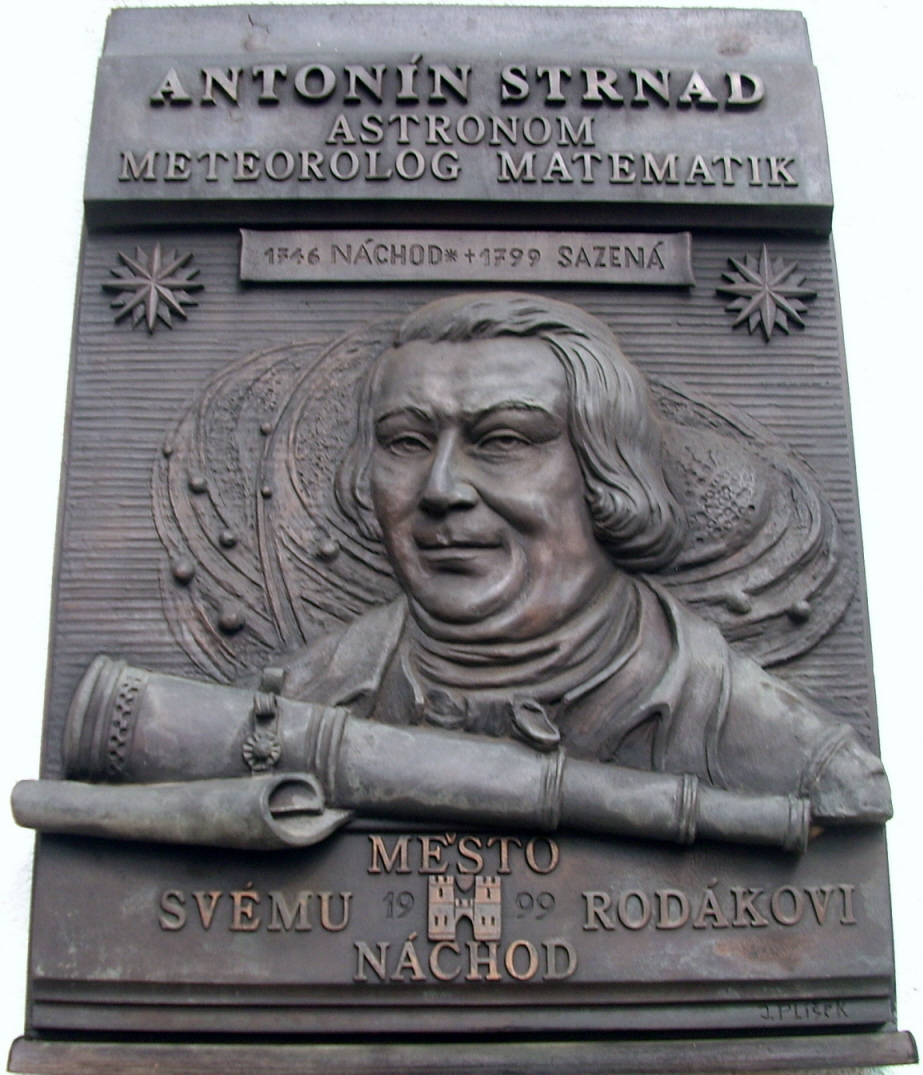
Gedenktafel zum 200. Todestag in Náchod

Antonín Strnad (auch: Anton Strnad; Anton Strnadt; * 10. August 1746 in Náchod, Königgrätzer Kreis; † 23. September 1799 in Sazená) war ein böhmischer Mathematiker, Astronom und Meteorologe sowie Direktor der Sternwarte und des Mathematischen Museums des Prager Clementinums.

## Leben
Antonín Strnad war der Sohn eines Nachoder Ratsherrn. Er besuchte das Königgrätzer Gymnasium, wo u. a. Jan Tesánek unterrichtete, der Strnads mathematische Begabung erkannte und förderte. Nach Abschluss des Gymnasiums trat Strnad 1763 dem Jesuitenorden bei, der die weiteren Ausbildungskosten übernahm, nachdem Strnads Vater durch die Schlesischen Kriege in finanzielle Schwierigkeiten geraten war. Schon während seiner Ordenszugehörigkeit führte Strnad meteorologische Messungen durch.
Nach der Auflösung des Jesuitenordens 1773 studierte Strnad an der Prager Karls-Universität, die mit den Fakultäten des Clementinums zusammengelegt worden war und sich Karl-Ferdinands-Universität bzw. lateinisch Universitas Carolo-Ferdinandea nannte. Er belegte die Fächer Mathematik, Physik und Astronomie und war u. a. Schüler von Joseph Stepling, dessen wissenschaftlichen Erkenntnisse ihn begeisterten. Nach Steplings Tod 1778 übernahm Strnad eine außerordentliche Professur für Mathematik und Physische Geographie. 1781 wurde er Ordinarius für Praktische Astronomie, Königlicher Astronom und Direktor der Sternwarte des Clementinums, die 1751 von Joseph Stepling eingerichtet worden war. In dieser Funktion initiierte er die Einrichtung weiterer meteorologischer Messstationen in Böhmen. Zudem bekleidete Strnad auch das Amt des Leiters des Mathematischen Museums des Clementinums. Im Studienjahr 1792 war er Dekan der Philosophischen Fakultät und ab 1795 Rektor der Universität.
In den 1780er Jahren erwarb sich Strnad große Verdienste um die Erhaltung und Instandsetzung der astronomischen Uhr am Altstädter Rathaus, die wegen ihres damaligen schlechten Zustands abgebaut und als Alteisen verkauft werden sollte.
Strnad war an der Gründung der Königlichen böhmischen Gesellschaft der Wissenschaften beteiligt, der er in den Jahren 1787–1788 vorstand. Er war Mitglied der Mannheimer Meteorologischen Gesellschaft, die weltweit Wetterbeobachtungen durchführte und die entsprechenden Ergebnisse veröffentlichte.
Seit 1784 war Strnad mit Kateřina Marsanova verheiratet, mit der er vier Kinder hatte.
1799 wurde Strnad von Fürst Ferdinand Kinský auf dessen Schloss in Sazená eingeladen, wo er sich von einer schweren Erkrankung erholen sollte. Dort verstarb er am 23. September desselben Jahres und wurde auf dem Friedhof der St.-Clemens-Kirche in Chržín beigesetzt.

## Werke
- Witterungsbeobachtungen für das Jahr 1774. Prag 1775.
- Meteorologische Beobachtungen auf das Jahr 1775. Prag 1776, 1777, 1779.
- Auszug aus den meteorologischen Beobachtungen, welche auf der Prager-Sternwarte sind gemacht worden im Jahre 1782. Prag 1784.
- Meteorologische Beobachtungen von den Jahren 1783, 1784 nebst einem Entwurfe der beobachteten Barometerbewegungen von 6 Uhr früh bis 10 Uhr abends i. J. 1785. In: Abhandlungen der böhmischen Gesellschaft der Wissenschaften I. Prag 1785.
- Entwurf Meteorologischen Beobachtungen auf der K. K. Sternwarte zu Prag im Jahre 1785.
- Physikalischer Witterungskalender für 1788. Prag 1788.
- Beschreibung der berühmten Uhr- und Kunstwerke am Altstädter Rathhause und auf der Königl. Sternwarte zu Prag. Prag 1791 (Digitalisat)
- Betrachtung über die Wetterableiter. In: Sammlung Physikalischer Aufsätze, besonders die Böhmische Naturgeschichte betreffend, Heft 3, 1793